# Liste der Staatsoberhäupter Myanmars
Dies ist eine Liste der Staatsoberhäupter von Myanmar (bis 1989 Birma bzw. Burma) seit der Erlangung der Unabhängigkeit im Jahr 1948.

## Union Burma (1948–1974)
| Staatspräsidenten                 | Staatspräsidenten | Staatspräsidenten                | Staatspräsidenten | Staatspräsidenten        | Staatspräsidenten      |
| Nr.                               | Bild              | Name (Lebensdaten)               | Amtsbeginn        | Amtsende                 | Partei                 |
| --------------------------------- | ----------------- | -------------------------------- | ----------------- | ------------------------ | ---------------------- |
| 1                                 |                   | Sao Shwe Thaik စဝ်ရွှေသိုက် (1896–1962) | 4. Januar 1948    | 16. März 1952            | AFPL                   |
| 2                                 |                   | Ba U ဘဦး (1887–1963)              | 16. März 1952     | 13. März 1957            | AFPL                   |
| 3                                 |                   | Win Maung ဝင်းမောင် (1916–1989)       | 13. März 1957     | 2. März 1962 (abgesetzt) | AFPL                   |
|                                   |                   |                                  |                   |                          |                        |
| Vorsitzender des Revolutionsrates |                   |                                  |                   |                          |                        |
| Nr.                               | Bild              | Name (Lebensdaten)               | Amtsbeginn        | Amtsende                 | Partei                 |
| −                                 |                   | Ne Win နေဝင်း (1911–2002)           | 2. März 1962      | 4. Januar 1974           | Militär; ab 1972: BSPP |

## Sozialistische Republik der Union Burma (1974–1988)
| Vorsitzender des Revolutionsrates                                       | Vorsitzender des Revolutionsrates | Vorsitzender des Revolutionsrates     | Vorsitzender des Revolutionsrates | Vorsitzender des Revolutionsrates | Vorsitzender des Revolutionsrates |
| Nr.                                                                     | Bild                              | Name (Lebensdaten)                    | Amtsbeginn                        | Amtsende                          | Partei                            |
| ----------------------------------------------------------------------- | --------------------------------- | ------------------------------------- | --------------------------------- | --------------------------------- | --------------------------------- |
| −                                                                       |                                   | Ne Win နေဝင်း (1911–2002)                | 4. Januar 1974                    | 2. März 1974                      | BSPP                              |
|                                                                         |                                   |                                       |                                   |                                   |                                   |
| Staatspräsidenten                                                       |                                   |                                       |                                   |                                   |                                   |
| Nr.                                                                     | Bild                              | Name (Lebensdaten)                    | Amtsbeginn                        | Amtsende                          | Partei                            |
| 1                                                                       |                                   | Ne Win နေဝင်း (1911–2002)                | 2. März 1974                      | 9. November 1981                  | BSPP                              |
| 2                                                                       |                                   | San Yu စန်းယု (1918–1996)                | 9. November 1981                  | 25. Juli 1988                     | BSPP                              |
| 3                                                                       |                                   | Sein Lwin စိန်လွင် (1924–2004)            | 25. Juli 1988                     | 12. August 1988                   | BSPP                              |
| −                                                                       |                                   | Aye Ko အေးကို (kommissarisch) (1921–2006) | 12. August 1988                   | 19. August 1988                   | BSPP                              |
| 4                                                                       |                                   | Maung Maung မောင်မောင် (1925–1994)          | 19. August 1988                   | 18. September 1988 (abgesetzt)    | BSPP                              |
|                                                                         |                                   |                                       |                                   |                                   |                                   |
| Vorsitzender des Staatsrates für Wiederherstellung von Recht und Gesetz |                                   |                                       |                                   |                                   |                                   |
| Nr.                                                                     | Bild                              | Name (Lebensdaten)                    | Amtsbeginn                        | Amtsende                          | Partei                            |
| −                                                                       |                                   | Saw Maung စောမောင် (1928–1997)             | 18. September 1988                | 23. September 1988                | Militär                           |

## Union Burma (1988–1989)
| Vorsitzender des Staatsrates für Wiederherstellung von Recht und Gesetz | Vorsitzender des Staatsrates für Wiederherstellung von Recht und Gesetz | Vorsitzender des Staatsrates für Wiederherstellung von Recht und Gesetz | Vorsitzender des Staatsrates für Wiederherstellung von Recht und Gesetz | Vorsitzender des Staatsrates für Wiederherstellung von Recht und Gesetz | Vorsitzender des Staatsrates für Wiederherstellung von Recht und Gesetz |
| Nr.                                                                     | Bild                                                                    | Name (Lebensdaten)                                                      | Amtsbeginn                                                              | Amtsende                                                                | Partei                                                                  |
| ----------------------------------------------------------------------- | ----------------------------------------------------------------------- | ----------------------------------------------------------------------- | ----------------------------------------------------------------------- | ----------------------------------------------------------------------- | ----------------------------------------------------------------------- |
| −                                                                       |                                                                         | Saw Maung စောမောင် (1928–1997)                                               | 23. September 1988                                                      | 18. Juni 1989                                                           | Militär                                                                 |

## Union Myanmar (1989–2010)
| Vorsitzender des Staatsrates für Wiederherstellung von Recht und Gesetz | Vorsitzender des Staatsrates für Wiederherstellung von Recht und Gesetz | Vorsitzender des Staatsrates für Wiederherstellung von Recht und Gesetz | Vorsitzender des Staatsrates für Wiederherstellung von Recht und Gesetz | Vorsitzender des Staatsrates für Wiederherstellung von Recht und Gesetz | Vorsitzender des Staatsrates für Wiederherstellung von Recht und Gesetz |
| Nr.                                                                     | Bild                                                                    | Name (Lebensdaten)                                                      | Amtsbeginn                                                              | Amtsende                                                                | Partei                                                                  |
| ----------------------------------------------------------------------- | ----------------------------------------------------------------------- | ----------------------------------------------------------------------- | ----------------------------------------------------------------------- | ----------------------------------------------------------------------- | ----------------------------------------------------------------------- |
| −                                                                       |                                                                         | Saw Maung စောမောင် (1928–1997)                                               | 18. Juni 1989                                                           | 23. April 1992 (abgesetzt)                                              | Militär                                                                 |
| −                                                                       |                                                                         | Than Shwe သန်းရွှေ (* 1933)                                                  | 23. April 1992                                                          | 15. November 1997                                                       | Militär                                                                 |
|                                                                         |                                                                         |                                                                         |                                                                         |                                                                         |                                                                         |
| Vorsitzender des Staatsrates für Frieden und Entwicklung                |                                                                         |                                                                         |                                                                         |                                                                         |                                                                         |
| Nr.                                                                     | Bild                                                                    | Name (Lebensdaten)                                                      | Amtsbeginn                                                              | Amtsende                                                                | Partei                                                                  |
| −                                                                       |                                                                         | Than Shwe သန်းရွှေ (* 1933)                                                  | 15. November 1997                                                       | 21. Oktober 2010                                                        | Militär                                                                 |

## Republik der Union Myanmar (ab 2010)
| Vorsitzender des Staatsrates für Frieden und Entwicklung | Vorsitzender des Staatsrates für Frieden und Entwicklung | Vorsitzender des Staatsrates für Frieden und Entwicklung | Vorsitzender des Staatsrates für Frieden und Entwicklung | Vorsitzender des Staatsrates für Frieden und Entwicklung | Vorsitzender des Staatsrates für Frieden und Entwicklung |
| Nr.                                                      | Bild                                                     | Name (Lebensdaten)                                       | Amtsbeginn                                               | Amtsende                                                 | Partei                                                   |
| -------------------------------------------------------- | -------------------------------------------------------- | -------------------------------------------------------- | -------------------------------------------------------- | -------------------------------------------------------- | -------------------------------------------------------- |
| −                                                        |                                                          | Than Shwe သန်းရွှေ (* 1933)                                   | 21. Oktober 2010                                         | 30. März 2011                                            | USDP                                                     |
|                                                          |                                                          |                                                          |                                                          |                                                          |                                                          |
| Staatspräsidenten                                        |                                                          |                                                          |                                                          |                                                          |                                                          |
| Nr.                                                      | Bild                                                     | Name (Lebensdaten)                                       | Amtsbeginn                                               | Amtsende                                                 | Partei                                                   |
| 1                                                        |                                                          | Thein Sein သိန်းစိန် (* 1945)                                 | 30. März 2011                                            | 30. März 2016                                            | USDP                                                     |
| 2                                                        |                                                          | Htin Kyaw ထင်ကျော် (* 1946)                                   | 30. März 2016                                            | 21. März 2018 (zurückgetreten)                           | NLD                                                      |
| −                                                        |                                                          | Myint Swe မြင့်ဆွေ (kommissarisch) (1951–2025)                | 21. März 2018                                            | 30. März 2018                                            | USDP                                                     |
| 3                                                        |                                                          | Win Myint ဝင်းမြင့် (* 1951)                                  | 30. März 2018                                            | 1. Februar 2021 (abgesetzt)                              | NLD                                                      |
| −                                                        |                                                          | Myint Swe မြင့်ဆွေ (geschäftsführend) (1951–2025)             | 1. Februar 2021                                          | 7. August 2025 (†)                                       | USDP                                                     |
|                                                          |                                                          |                                                          |                                                          |                                                          |                                                          |
| Vorsitzender des Staatsverwaltungsrates                  |                                                          |                                                          |                                                          |                                                          |                                                          |
| Nr.                                                      | Bild                                                     | Name (Lebensdaten)                                       | Amtsbeginn                                               | Amtsende                                                 | Partei                                                   |
| −                                                        |                                                          | Min Aung Hlaing မင်းအောင်လှိုင် (de facto) (* 1951)               | 2. Februar 2021                                          | amtierend                                                | Militär                                                  |